# Hansjoachim Walther
Hansjoachim Walther (ur. 16 grudnia 1939 w Bytowie, zm. 17 stycznia 2005 w Stützerbach) – niemiecki matematyk, nauczyciel akademicki i polityk, parlamentarzysta, w latach 1990–1991 minister.

## Życiorys
Ukończył studia z zakresu matematyki na Uniwersytecie Technicznym w Dreźnie, obronił doktorat (1966) i habilitację (1969). Od 1964 pracował jako nauczyciel akademicki w Technische Hochschule Ilmenau, od 1986 na stanowisku profesorskim.
W 1989 w okresie przemian politycznych brał udział w zakładaniu Deutsche Forumpartei w Turyngii. W styczniu 1990 współtworzył Deutsche Soziale Union, obejmując funkcję jej wiceprzewodniczącego. W pierwszych demokratycznych w NRD wyborach z marca 1990 uzyskał mandat posła do Izby Ludowej, został przewodniczącym frakcji DSU, a w maju stanął na czele tego ugrupowania. W październiku 1990 po zjednoczeniu Niemiec objął mandat deputowanego do Bundestagu, a także dołączył do trzeciego rządu Helmuta Kohla jako minister do zadań specjalnych.
W wyborach z grudnia utracił miejsce w parlamencie, do którego DSU nie weszła. W konsekwencji w styczniu 1991 odszedł ze stanowiska ministra. W czerwcu tegoż roku zakończył pełnienie funkcji przewodniczącego partii. W 1993 wstąpił do Unii Chrześcijańsko-Demokratycznej.